# Episinus unitus
Episinus unitus là một loài nhện trong họ Theridiidae.
Loài này thuộc chi Episinus. Episinus unitus được Herbert Walter Levi miêu tả năm 1964.